# Вулиця Лермонтова (Мелітополь)
Вулиця Лермонтова — вулиця у місті Мелітополі Запорізької області. Сполучає вулиці Героїв Крут та Чкалова. Прилучаються вулиці Миколи Філібера, Челюскінців, а також провулок Челюскінців.

## Історія
Перша відома згадка про вулицю датується 20 грудня 1946 року і названа на честь російського поета й письменника Михайла Лермонтова.
У 1955 році в офіційних документах також були згадки про провулок Лермонтова, але на даний час його не існує.